# 1988-as magyar atlétikai bajnokság
Az 1988-as magyar atlétikai bajnokságon, amely a 93. bajnokság volt. Visszakerültek a 200, 800 és 1500 méteres váltók a programba.

## Helyszínek
- téli dobóbajnokság: március 12., Szombathely
- maraton: március 26., Szeged
- mezei bajnokság: április 9., Dunakeszi, lóversenypálya
- férfi 50 km-es gyaloglás: április 10., Békéscsaba
- férfi és női 10 000 m: május 22., BEAC pálya, Bogdánfy u
- férfi 20 km-es és női 10 km-es gyaloglás: május 28., Szolnok
- váltóbajnokság: május 28–29., Népstadion
- pályabajnokság: július 15–17., Miskolc, DVTK-stadion
- többpróba: augusztus 6–7., Honvéd pálya, Tüzér utca

## Eredmények

### Férfiak
| Versenyszám            | Arany                                                                       | Arany    | Ezüst                                                | Ezüst    | Bronz                                             | Bronz    |
| ---------------------- | --------------------------------------------------------------------------- | -------- | ---------------------------------------------------- | -------- | ------------------------------------------------- | -------- |
| 100 m                  | Kovács Attila Újpesti Dózsa                                                 | 10,28    | Tatár István Bp. Honvéd                              | 10,41    | Karaffa László Bp. Honvéd                         | 10,46    |
| 200 m                  | Kovács Attila Újpesti Dózsa                                                 | 20,96    | Karaffa László Bp. Honvéd                            | 21,13    | Molnár Tamás Nyíregyházi VSSC                     | 21,21    |
| 400 m                  | Molnár Tamás Nyíregyházi VSSC                                               | 45,8     | Kiss László Bp. Honvéd                               | 47,1     | Menczer Gusztáv Újpesti Dózsa                     | 47,2     |
| 800 m                  | Szalai István Tatabányai Bányász                                            | 1:49,22  | Sári Bp. Honvéd                                      | 1:49,95  | Fekete BKV Előre                                  | 1:50,22  |
| 1500 m                 | Banai Róbert Újpesti Dózsa                                                  | 3:43,48  | Knipl István Bp. Honvéd                              | 3:43,65  | Tóth László Bp. Honvéd                            | 3:44,43  |
| 5000 m                 | Velczenbach Tibor BVSC                                                      | 13:50,73 | Káldy Újpesti Dózsa                                  | 13:52,78 | Szász László Miskolci VSC                         | 13:54,06 |
| 10 000 m               | Kadlót Zoltán Salgótarjáni Kohász                                           | 29:00,15 | Velczenbach Tibor BVSC                               | 29:00,67 | Káldy Újpesti Dózsa                               | 29:01,73 |
| 4 × 100 m              | Bakos György Menczer Gusztáv Rezák Pál Kovács Attila Újpesti Dózsa          | 39,86    | Bp. Honvéd                                           | 40:34    | Diósgyőri VTK                                     | 41:37    |
| 4 × 200 m              | Bakos György Katona Ervin Rezák Pál Menczer Gusztáv Újpesti Dózsa           | 1:24,81  | Újpesti Dózsa B                                      | 1:26,52  | BVSC                                              | 1:31,18  |
| 4 × 400 m              | Menczer Gusztáv Takács István Szabó G. István Katona Ervin Újpesti Dózsa    | 3:07,86  | Bp. Honvéd                                           | 3:08,09  | Újpesti Dózsa B                                   | 3:13,20  |
| 4 × 800 m              | Pécsi Zoltán Pócsai Tamás Reichnach Ferenc Szalai István Tatabányai Bányász | 7:31,61  | Újpesti Dózsa                                        | 7:47,64  | Kardos I Szabó G Szabó T Jagicza Pécsi MSC-Építők | 7:50,94  |
| 4 × 1500 m             | Szalai István Pécsi Zoltán Pócsai Tamás Reichnach Ferenc Tatabányai Bányász | 15:33,47 | Kardos I Szabó G Szabó T Jagicza Pécsi MSC-Építők    | 16:06,97 | Kaposvári Építők                                  | 16:25,27 |
| 110 m gát              | Bakos György Újpesti Dózsa                                                  | 13,78    | Sárközi Lajos Szolnoki MÁV MTE                       | 13,92    | Szekeres P Bp. Honvéd                             | 14,08    |
| 400 m gát              | Simon Balla István Újpesti Dózsa                                            | 50,48    | Bágyi Róbert Építők SC                               | 51,28    | Páni Bp. Honvéd                                   | 51,76    |
| 3000 m akadály         | Vágó Béla MTK-VM                                                            | 8:29,91  | Konovalov Építők SC                                  | 8:33,14  | Markó Gábor Bp. Honvéd                            | 8:35,49  |
| 20 km gyaloglás        | Urbanik Sándor Tatabányai Bányász                                           | 1:25:43  | Kovács András Diósgyőri VTK                          | 1:27:43  | Veréb Rudolf Diósgyőri VTK                        | 1:28:34  |
| 50 km gyaloglás        | Sátor László Bp. Honvéd                                                     | 3:59:40  | Czukor Zoltán Pécsi MSC                              | 4:04:00  | Farkas Zoltán Haladás VSE                         | 4:44:12  |
| magasugrás             | Bese Benő TFSE                                                              | 218 cm   | Németh Gyula Csepel SC                               | 218 cm   | Szendrei Zsolt Debreceni MVSC                     | 214 cm   |
| távolugrás             | Szalma László Vasas SC                                                      | 778 cm   | Almási Csaba TFSE                                    | 777 cm   | Hertelendi Alfonz Tatabányai Bányász              | 777 cm   |
| hármasugrás            | Pálóczi Gyula Tatabányai Bányász                                            | 16,14 m  | Földessy Csaba Bp. Honvéd                            | 15,75 m  | Tóth Péter Zalaegerszegi TE                       | 15,73 m  |
| rúdugrás               | Bagyula István Csepel SC                                                    | 540 cm   | Makó Ernő Debreceni MVSCMolnár Gábor Bp. Honvéd      | 500 cm   |                                                   |          |
| súlylökés              | Szabó László Tatabányai Bányász                                             | 19,54 m  | Ladányi Zsigmond Szeged SC                           | 19,50 m  | Kóczián Jenő Bp. Honvéd                           | 17,77 m  |
| diszkoszvetés          | Ficsor József Nyíregyházi VSSC                                              | 61,60 m  | Holló Csaba Bp. Postás                               | 60,64 m  | Horváth Attila Haladás VSE                        | 60,46 m  |
| gerelyhajítás          | Bareith Attila BEAC-MAFC                                                    | 75,82 m  | Bolgár Tamás Szeged SC                               | 74,76 m  | Stefán László Nyíregyházi VSSC                    | 74,66 m  |
| kalapácsvetés          | Gécsek Tibor Haladás VSE                                                    | 79,76 m  | Szitás Imre Haladás VSE                              | 79,04 m  | Vida József Haladás VSE                           | 76,64 m  |
| tízpróba               | Szabó Dezső Újpesti Dózsa                                                   | 8209     | Fábián Újpesti Dózsa                                 | 7629     | Sárközi Lajos Szolnoki MÁV MTE                    | 7619     |
| maraton                | Szabó Gábor Pécsi MSC                                                       | 2:17:06  | Baier Tibor Újpesti Dózsa                            | 2:17:37  | Szabó Zoltán Építők SC                            | 2:18:22  |
| kis mezei futás (6 km) | Knipl István Bp. Honvéd                                                     | 17:44    | Konovalov Építők SC                                  | 17:47    | Káldy Újpesti Dózsa                               | 17:53    |
| mezei futás (12 km)    | Kadlót Zoltán Salgótarjáni Kohász                                           | 36:22    | Szűcs Csaba Vasas                                    | 36:31    | Baier Tibor Újpesti Dózsa                         | 37:08    |
| csapat 20 km gyaloglás | Kovács András Veréb Rudolf Kánya Sándor Diósgyőri VTK                       | 4:26:35  | Bp. Honvéd                                           | 4:33:24  | Urbanik Sándor Tatabányai Bányász                 | 4:44:02  |
| csapat 50 km gyaloglás | Sátor László Kovalcsik László Drahota Mihály Bp. Honvéd                     | 12:32:02 | Farkas Zoltán Domján Miklós Major Ferenc Haladás VSE | 12:39:15 | Szegedi VSE                                       | 13:37:50 |
| csapat maraton         | Nalesnyik Zoltán Fazekas Lajos Mózes András BVSC                            | 7:10:41  | Borka Gyula Bp. Spartacus                            | 7:14:59  | Amatőr ASE                                        | 7:19:25  |
| csapat kis mezei futás | Markocsán Sándor Szász László Mallár Zsolt Miskolci VSC                     | 35       | Kőszegi BVSC                                         | 37       | Konovalov Építők SC                               | 37       |
| csapat mezei futás     | Baier Tibor Kerékjártó István Bárdos Tibor Újpesti Dózsa                    | 21       | Kiss Zoltán Bp. Spartacus                            | 22       | PMSC-Építők                                       | 37       |

### Nők
| Versenyszám            | Arany                                                                     | Arany    | Ezüst                                                               | Ezüst    | Bronz                                   | Bronz                |
| ---------------------- | ------------------------------------------------------------------------- | -------- | ------------------------------------------------------------------- | -------- | --------------------------------------- | -------------------- |
| 100 m                  | Könye Irma Bp. Honvéd                                                     | 11,86    | Barati Éva Bp. Honvéd                                               | 11,97 m  | Ács Judit Zalaegerszegi TE              | 12,01                |
| 200 m                  | Könye Irma Bp. Honvéd                                                     | 23,98    | Ács Judit Zalaegerszegi TE                                          | 24,17    | Kozári Ágnes Zalaegerszegi TE           | 24,38                |
| 400 m                  | Szabó Erzsébet Szeged SC                                                  | 52,3     | Forgács Judit Tatabányai Bányász                                    | 53,7     | Kozári Ágnes Zalaegerszegi TE           | 54,3                 |
| 800 m                  | Todorán Erzsébet Nyírbátor                                                | 2:03,37  | Szabó Erzsébet Szeged SC                                            | 2:03,93  | Rácz Katalin Újpesti Dózsa              | 2:04:22              |
| 1500 m                 | Rácz Katalin Újpesti Dózsa                                                | 4:12,14  | Ágoston Zita Bp. Honvéd                                             | 4:14,89  | Barócsi Heléna Újpesti Dózsa            | 4:17,05              |
| 3000 m                 | Ágoston Zita Bp. Honvéd                                                   | 8:58,1   | Fazekas Erika Diósgyőri VTK                                         | 9:00,0   | Visnyei Márta Szegedi VSE               | 9:11,9               |
| 5000 m                 | Fazekas Erika Diósgyőri VTK                                               | 15:41,36 | Visnyei Márta Szegedi VSE                                           | 16:02,07 | Jankó Ilona Ajka Hungalu                | 16:26,08             |
| 10 000 m               | Fazekas Erika Diósgyőri VTK                                               | 32:37,87 | Ágoston Zita Bp. Honvéd                                             | 32:58,53 | Visnyei Márta Szegedi VSE               | 33:29,97             |
| 4 × 100 m              | Barati Éva Balázs Éva Könye Irma Gazdag Zsuzsa Bp. Honvéd                 | 45,57    | Kovács Anikó Gáspár Katalin Kozári Ágnes Ács Judit Zalaegerszegi TE | 45,91    | Nyíregyházi VSSC                        | 46:76                |
| 4 × 200 m              | Szabó Andrea Molnár Márta Sehr Erika Nagy Radka Újpesti Dózsa             | 1:40,05  | MTK-VM                                                              | 1:41,99  | Kaposvári Építők                        | 1:45,43              |
| 4 × 400 m              | Antók Zsófia Barati Éva Balázs Éva Gazdag Zsuzsa Bp. Honvéd               | 3:45,11  | Palanek Szopori Erika Papp Szabó Szeged SC                          | 3:46,35  | Újpesti Dózsa                           | 3:46,93              |
| 4 × 800 m              | Gombos Márta Barócsi Heléna Bartakovics Andrea Rácz Katalin Újpesti Dózsa | 8:35,69  | BVSC                                                                | 8:55,61  | Veszprémi SE                            | 8:58,93              |
| 100 m gát              | Siska Xénia Vasas SC                                                      | 13,2     | Palombi Margit Tatabányai Bányász                                   | 13,3     | Baranyai Építők SC                      | 13,6                 |
| 400 m gát              | Antók Zsófia Bp. Honvéd                                                   | 59,0     | Balázs Éva Bp. Honvéd                                               | 59,7     | Kóczián MTK-VM                          | 60,7                 |
| 10 km gyaloglás        | Szebenszky Anikó Diósgyőri VTK                                            | 46:00    | Alföldi Andrea Komlói Bányász                                       | 46:29    | Rosza Mária Békéscsabai Előre Spartacus | 46:34                |
| magasugrás             | Sterk Katalin Tatabányai Bányász                                          | 187 cm   | Mátay Andrea Újpesti Dózsa                                          | 184 cm   | Solti Krisztina Bp. Honvéd              | 180 cm               |
| távolugrás             | Vanyek Zsuzsa Bp.Építők                                                   | 638 cm   | Kovács Judit Debreceni MVSC                                         | 615 cm   | Pácser Gabriella Tatabányai Bányász     | 609 cm               |
| súlylökés              | Horváth Viktória Haladás VSE                                              | 17,90    | Herth Hajnal MTK-VM                                                 | 16,89 m  | Kripli Márta MTK-VM                     | 16,58 m              |
| diszkoszvetés          | Kripli Márta MTK-VM                                                       | 60,24 m  | Herczeg Ágnes Vasas SC                                              | 60,06 m  | Pallay Sándorné Diósgyőri VTK           | 54,64 m              |
| gerelyhajítás          | Hartai Katalin Bp. Honvéd                                                 | 62,74 m  | Malovecz Zsuzsa Építők SC                                           | 62,62 m  | Rockenbauer Nóra MTK-VM                 | 55,72 m              |
| hétpróba               | Palombi Margit Tatabányai Bányász                                         | 5636     | Gyuricska Natália Debreceni MVSC                                    | 4977     | Medovárszki KSC                         | 4918                 |
| maratoni futás         | Szabó Karolina Bp. Honvéd                                                 | 2:30:57  | Sipka Ágnes Székesfehérvári Ikarus                                  | 2:33:58  | Molnár Gizella Építők SC                | 2:38:13              |
| mezei futás            | Barócsi Heléna Újpesti Dózsa                                              | 17:14    | Fazekas Erika Diósgyőri VTK                                         | 17:25    | Földingné Nagy Judit Győri Dózsa        | 17:29                |
| csapat maratoni        | Farkas Ágota Németh Ildikó Vass Márta Kaposvári Építők                    | 8:52:31  | Földingné Nagy Judit Győri Dózsa                                    | 9:49:57  | Több induló nem volt                    | Több induló nem volt |
| csapat 10 km gyaloglás | Szebenszky Anikó Krakovecz Gabriella Kocsis Zsuzsa Diósgyőri VTK          | 2:31:41  | Rosza Mária Szokonya Anikó Veres Békéscsabai Előre Spartacus        | 2:35:17  | Ligeti Fertály Ambrózi Bp. Honvéd       | 2:52:11              |
| csapat mezei futás     | Barócsi Heléna Gombos Márta Rácz Katalin Újpesti Dózsa                    | 15       | Fazekas Erika Diósgyőri VTK                                         | 23       | Veszprémi SE                            | 32                   |

### Téli dobóbajnokság
Férfiak
| Versenyszám   | Arany                          | Arany   | Ezüst                           | Ezüst   | Bronz                      | Bronz   |
| ------------- | ------------------------------ | ------- | ------------------------------- | ------- | -------------------------- | ------- |
| diszkoszvetés | Ficsor József Nyíregyházi VSSC | 58,04 m | Kerekes László Nyíregyházi VSSC | 54,32 m | Kovács Gyula Diósgyőri VTK | 51,44 m |
| kalapácsvetés | Gécsek Tibor Haladás VSE       | 74,06 m | Vida József Haladás VSE         | 73,20 m | Szitás Imre Haladás VSE    | 71,90 m |

Nők
| Versenyszám   | Arany                         | Arany   | Ezüst | Ezüst | Bronz | Bronz |
| ------------- | ----------------------------- | ------- | ----- | ----- | ----- | ----- |
| diszkoszvetés | Pallay Sándorné Diósgyőri VTK | 54,76 m |       |       |       |       |

## Magyar atlétikai csúcsok
- n. 25 000 m 1:29:29.2 Vcs. Szabó Karolina Budapest 4. 22.
- n. 30 000 m 1:47:05.6 Vcs. Szabó Karolina Budapest 4. 22.
- n. 20 000 m 1:10:56.6 ocs. Őzené Sipka Ágnes Szf. Ikarus Székesfehérvár 10. 16.
- n. gerelyhajítás (régi) 67.18 m ocs. Malovecz Zsuzsa Építők Forli 5. 22.
- n. 4 × 800 m 8:35.69 ocs. Újpesti Dózsa női váltó (Bartakovics, Gombos, Barócsi, Rácz) Budapest 5. 29.
- fp. hármasugrás 17.25 m ocs. Bakosi Béla NYVSSC Budapest 3. 6.
- fp. n. 3000 m 8:55.99 ocs. Ágoston Zita BHSE Budapest 3. 6.